# Жан Бернар Жорегіберрі
Жан Бернар Жорегіберрі (фр. Jean Bernard Jauréguiberry; 26 серпня 1815, Байонна — 21 жовтня 1887, Париж
) — французький адмірал, політичний діяч.

## Життєпис
З 1831 року на службі у флоті. Брав участь у Кримській, Китайській та В'єтнамській кампаніях. У 1859—1860 роках був виконавцем обов'язків військового губернатора Кохінхіни.
Під час франко-прусської війни 1870—1871 років командував 1-ю дивізією 16-го армійського корпусу Луарської армії, з 5 грудня 1870 року — 16-м армійським корпусом Луарської армії.
Був членом Національних зборів, потім сенатором. У кабінетах Ваддінгтона (1879—1880) та Фрейсіне (1882—1883) стояв на чолі морського міністерства.

## Нагороди
- Орден Почесного легіону
- Великий хрест (14 січня 1879)
- Великий офіцер (17 листопада 1870)
- Командор (10 серпня 1861)